# Asterix en de Britten
Asterix en de Britten (Astérix chez les Bretons) is een Franse animatiefilm uit 1986 gebaseerd op het gelijknamige stripboek. Het is de vijfde Asterix-film, en de laatste van de Dargaud-films.

## Verhaal
De piraten varen over het Kanaal en de kapitein maakt kennis met een nieuw bemanningslid, die hen de stuipen op het lijf jaagt door de naam der Galliërs te laten vallen. Op dat moment roept de uitkijk dat er Romeinen aan komen varen; het betreft een invasieleger onder leiding van Julius Caesar;
De Romeinen vallen Britannia binnen en veroveren dit al snel, zeker wanneer ze besluiten naar de eigen agenda te werken en zich niet aan het Britse systeem te houden. Maar net als in Gallië weet een dorp weerstand te bieden aan de Romeinen. Dit dorp heeft in tegenstelling tot het Gallische dorp echter geen toverdrank en zal dus niet lang meer weerstand kunnen blijven bieden.
Een van de inwoners van dit Britse dorp, Jolitorax (Notax of Anticlimax in de Nederlandse vertaling), is een neef van Asterix. Hij besluit naar Gallië te gaan om de Galliërs uit Asterix' dorp om hulp te vragen. Daar de Britten de Galliërs in het verleden vaak hebben geholpen tegen de Romeinen te vechten, gaan de Galliërs akkoord. Panoramix maakt een grote ton vol toverdrank die Jolitorax kan meenemen naar zijn dorp. Asterix en Obelix zullen hem vergezellen.
De Romeinen krijgen echter lucht van deze import van toverdrank wanneer Obelix zich verspreekt aan boord van een Romeins galei, dat ze enteren op weg naar Brittannië. De centurio terugkeert om de gouverneur, generaal Motus, te verwittigen.
Bij hun aankomst in een lokale herberg maken Asterix en Obelix kennis met de Britse keuken: lauw bier en stukjes everzwijn in muntsaus en groenten, tot groot ongenoegen van Obelix. Wanneer een patrouille langs komt om de avondklok te inspecteren, stelen onze vrienden een wagen van een kort daarop toegesnelde koerier, die de patrouille van Totalapsus opdraagt de Galliërs te arresteren. Dit leidt tot een achtervolging die uiteindelijk in Londinium eindigt.
Generaal Motus laat daarop alle tonnen in beslag nemen en daarbij de verborgen ton toverdrank mee nemen. Obelix verorbert ondertussen de Gallische voorraad van Gaulix, waar ze verborgen zaten, waardoor de herbergier geen wijn en geen eten meer heeft.
In het gouverneurspaleis laat Motus de legionairs de tonen proeven, met de bedoeling de toverdrank te vinden. Dit ontaardt uiteindelijk in een drinkgelag, wanneer Asterix, Notax en Obelix de tonnen van Gaulix terugvinden (maar niet kunnen uitmaken welke ton de toverdrank bevat). Obelix stelt voor te proeven maar is algauw stomdronken. Uiteindelijk slagen ze er toch in alles op de kar te laden en vertrekken, waarbij een aangeschoten Obelix zeer emotioneel wordt en het met een Romeinse patrouille aan de stok krijgt voor in zijn roes knock-out te gaan. Net op dat moment steelt een dief de kar met de tonnen, achterna gezeten door Idefix. Jolitorax en Asterix brengen de slapende Obelix naar de herberg van Gaulix en gaan op zoek naar de tonnen. Door geluk komen ze een van Gaulix' tonnen tegen, en weten van de waard het adres te krijgen dat mogelijks hen naar de dief zal leiden. Op de weg terug vinden ze de herberg kort en klein geslagen, en de overbuur laat weten dat Gaulix en Obelix naar de Toren van Londinium zijn gebracht. 
Aldaar komt Obelix terug bij zijn positieven en ze bevrijden zichzelf, onderweg zonder het te weten Asterix en Jolitorax kruisend. Met de groep weer verenigd, keert Gaulix terug naar zijn herberg, en gaat het drietal naar het adres. Daar heeft Idefix zich ondertussen al heen weten te snuffelen, en krijgt door een gelukkig toeval een druppel toverdrank uit een lekkende ton te slikken, om met een boosaardige bulldog korte metten te maken. Daardoor mist hij echter de dief, die een ton verkoopt, maar weet hem wel lang genoeg bezig te houden tot Asterix, Obelix en Jolitorax zich aandienen bij de woning en hem tot praten te dwingen; de ton toverdrank is verkocht, en van de dief krijgen ze een adres. 
Dit brengt hen naar een rugbyspel, waar ze al gauw merken dat de ton die ze zoeken zich híer wel degelijk bevindt, wanneer 1 van de spelers een slok krijgt en zich tot ster van de ploeg ontpopt. Obelix mengt zich ook in het spel en ze weten zo de ton weer te bemachtigen. 
Echter, hun laatste vlucht wordt abrupt onderbroken, per sloep, door een Romeins galei, die met een welgemikte steenworp de sloep, ton en toverdrank vernietigt. 
Moedeloos maken onze vrienden de balans op, wanneer Asterix beseft dat ze nog een kans hebben. In zeven haasten gaan ze naar het Britse dorp en maakt Asterix een hete drank met blaadjes. De volgende ochtend, nadat de Romeinen verzamelen hebben geblazen en zich op hebben gewarmd met enkele formaties te vormen, eindigt de slag met een verpletterende nederlaag voor de Romeinen. Asterix geeft toe dat het niet de toverdrank, maar wel hun eigen moed is die het pleit beslechtte, waarna het Britse stamhoofd Asterix vraagt hem nog meer van deze blaadjes toe te sturen, met de plechtige belofte er 'de nationale drank' van te maken. 
Obelix wil dan plots naar huis, wanneer ze uit worden genodigd voor een Brits feestmaal, en gaan per roeiboot het Kanaal weer over. Daarbij kruisen ze nogmaals de piraten en kijken onze helden toe hoe de piraten hun schip zelf tot zinken brengen, tot ongeloof van Obelix. 
Aangekomen in het Gallische dorp, geniet Obelix van een weldaad aan everzwijnen, bespreekt Asterix de blaadjes met Panoramix, en leren we dat het theeblaadjes betreft.

## Rolverdeling
| Acteur           | Personage     |
| ---------------- | ------------- |
| Roger Carel      | Asterix       |
| Pierre Tornade   | Obelix        |
| Graham Bushnell  | Jolitorax     |
| Roger Lumont     | Stratocumulus |
| Pierre Mondy     | Cetinlapsus   |
| Henri Labussière | Panoramix     |

### Nederlandse stemmen
| Acteur            | Personage       |
| ----------------- | --------------- |
| Olaf Wijnants     | Asterix         |
| Ger Smit          | Obelix          |
| Fred Butter       | Notax           |
| Jan Nonhof        | Stratocumulus   |
| Jan Nonhof        | Cetinlapsus     |
| Beatrijs Sluijter | Bellefleur      |
| Paul van Gorcum   | Panoramix       |
| Wim van Rooij     | Piratenkapitein |
| Rowin Schumm      | Piratenuitkijk  |
| Just Meijer       | Hoefnix         |
| Eric Corton       | Generalisatio   |

## Achtergrond
De film volgt het verhaal uit het stripboek nauwkeurig. Een paar kleine verschillen zijn:
- Enkele personages zijn anders dan hun stripversies, zoals de Londense pubuitbater. In de strip is dit Relax en overduidelijk een Brit, in de tekenfilm een Galliër uit Massilia.
- Asterix krijgt in de film een zakje blaadjes van de theeplant van een Phoenicische koopman die ze redden van de welbekende piraten. In de strip kreeg hij de theeplant van Panoramix mee, toen Asterix vroeg wat die blaadjes juist waren.
- Idefix gaat mee op reis, terwijl hij in de strip nadrukkelijk thuisblijft (met een treurende blik).
- De scènes zijn in de film uitgebreider en vaker met dezelfde Romeinen in de hoofdrol, of met meer inhoud weergegeven.
- In de originele Franse versie is de klop op de deur van de Londense pub een hommage aan de film The Longest Day. Asterix' Britse neef citeert overigens een zinnetje dat op de in de Tweede Wereldoorlog clandestiene radiozendingen de berichtgeving vooraf ging, zij het met een twist. In werkelijkheid was dit 'De Fransman spreekt tot de Fransen'. Bij Asterix werd dit 'De Britten spreken tot de Britten'. In de Nederlandse versie wordt er een 'knock knock joke' van gemaakt. De klop zelf bleef behouden in beide gevallen, en is een referentie tot de Vijfde Symfonie van Beethoven, alsook de morsecode voor de letter V.
- Het verhaal rond de karrendief wordt ook lichtjes uitgebreid, met Idefix in de hoofdrol.